# Bruno Pittermann
Bruno Pittermann (Viena, 3 de setembre de 1905 - id. 19 de setembre de 1983) va ser un professor i polític austríac, membre del Partit Socialdemòcrata (SPÖ).
El 1934 va ser perseguit i empresonat durant el règim nazi. Va sobreviure a la Segona Guerra Mundial i des de 1945 fins a 1971 va ser membre del Nationalrat (parlament austríac) pel Partit Socialdemòcrata. Va liderar aquesta formació a Viena entre 1950 a 1957 i va ser nomenat President del mateix aquest darrer any, càrrec que va ocupar fins a 1967. De 1964 a 1976 va ser President de la Internacional Socialista.
A nivell de govern, va ser vicecanceller a càrrec de la planificació en les indústries nacionalitzades de 1957 a 1966, exercint un paper clau en la conciliació del Partit Socialdemòcrata amb l'Església Catòlica.